# Egart
Egart, Egarten, Egerte, Ägerte (auch Ägerti, Egerte, Egertli, Egerten) bezeichnete in der historischen Landwirtschaft des oberdeutschen Sprachraums Land, das nach der Nutzung als Ackerland etliche Jahre als Weide oder Wiese (Grünland) genutzt wurde, bevor es wieder als Ackerland diente, oder aber überhaupt nie mehr der Ackernutzung zugeführt wurde. Das Wort Egart geht auf das mittelhochdeutsche Wort egerde, egerte (althochdeutsch egerda) zurück. Die weiter zurückliegende Herkunft ist unklar.
Die sogenannte Egartenwirtschaft oder Ägertenwirtschaft wurde in Bayern bis in die 1950er-Jahre ausgeübt und bildet den Gegenpart zur sogenannten Feldgraswirtschaft. Im Gegensatz zu letzterer steht nicht die Acker-, sondern die Grünlandnutzung im Vordergrund. Wechselwirtschaft ist die Bezeichnung für beide Fälle, in denen die Böden nicht zu flachgründig und die Hänge nicht zu steil sein sollten. Bei der Egartwirtschaft wird zwischen Naturegart (Selbstberasung oder -begrünung) nach meist nur einjähriger Ackernutzung mit Sommerroggen und Kunstegart (Ansaat einer Wiesenmischung) nach einer Fruchtfolge aus Kartoffeln, Sommergerste und Sommerroggen unterschieden. Nach der Ackerzwischennutzung folgt beim Naturegart eine drei- bis achtjährige, beim Kunstegart eine mindestens achtjährige Wiesennutzung.
Viele Flur- und Ortsnamen weisen auch heute noch auf solche Fluren hin, wie etwa Egert, Eggerten, Egerde, Egerdin, Aegerten und Egerten.